# دلاویر سیتی (دلاور)
دلاور سیتی، دلاور (به انگلیسی: Delaware City, Delaware) یک شهر در ایالات متحده آمریکا است که در دلاویر واقع شده‌است.

## خصوصیات
دلاور سیتی ۱٬۶۹۵ نفر جمعیت دارد.